# Schweinefleischproduktion in der Schweiz
Die Schweinefleischproduktion in der Schweiz steht in der Schweizer Landwirtschaft mit einem Anteil von 8 % an vierter Stelle nach Pflanzenbau, Milchproduktion und Rinderhaltung. Schweinefleisch hat mit 45,9 % den grössten Anteil an der gesamten Fleischproduktion (Stand 2018). In der Schweiz lag der Schweinebestand 2019 bei rund 1,4 Millionen Tieren. Die jährliche Schlachtmenge beträgt durchschnittlich 231`000 t; das entspricht. ca. 3 Mio. Schweinen. Der Pro-Kopf-Konsum von Schweinefleischprodukten lag 2018 bei 21,64 kg. Über 95 % des in der Schweiz konsumierten Schweinefleisches stammt aus inländischer Produktion, basiert aber zu rund der Hälfte auf dem Import von Futtermittel.:S. 16 Bei einer Überproduktion geht das Schweinefleisch auch in den Export.

## Historisches
Die in der Schweiz im 19. Jahrhundert neu aufkommenden Talkäsereien verwerteten Milchüberschüsse und die dabei anfallende Molke ermöglichte zusammen mit Kartoffeln eine vermehrte Schweinehaltung. Mit der Errichtung provisorischer Eberstationen an den Standorten des Schweizerischen Verbandes für künstliche Besamung (SVKB) Anfang der 1970er-Jahre, nahm die künstliche Besamung von Schweinen konkrete Formen an. Zwischen 1911 und 1983 hat sich der Schweinebestand vervierfacht und mit rund 2,2 Mio. Tieren wurde 1983 der höchste Bestand erreicht. Infolge resultierte eine Verdoppelung der Futtermittelimporte zwischen 1962 und Mitte der 1970er Jahre.:S. 25 Um der Eutrophierung entgegenzuwirken, wurde 1982 damit begonnen den Baldeggersee künstlich zu belüften.
Per 1. Januar 2010 wurde die Kastration ohne Schmerzausschaltung in der Schweineproduktion verboten. Eine Studie der Vetsuisse-Fakultäten der Universitäten Zürich und Bern kommt jedoch zum Schluss, dass die Anästhesie bei der Ferkelkastration oft zu wenig wirksam ist. Nach einer bald zehnjährigen Übergangsfrist ist die Vollspaltenbodenhaltung in der Schweineproduktion seit dem 1. September 2018 verboten. Daraufhin sind viele Bauern aus der Schweineproduktion ausgestiegen. Infolge kam es ab 2019 zu einem sprunghaften Anstieg von Schweinefleischimporten, vor allem aus Deutschland. 2020 wurden bis September insgesamt bereits rund 5300 Tonnen importiert, im ganzen Jahr 2017 waren es erst rund 1000 Tonnen. Mit Abstand am meisten Schweine werden nach wie vor im Kanton Luzern gehalten und dort insbesondere im Amt Sursee. Fast jedes dritte Schwein in der Schweiz wird im Kanton Luzern gemästet. In Hohenrain gibt es fünf Mal mehr Schweine als menschliche Bewohner.

## Suisseporcs und Suisag
1977 wurde der Schweineproduzentenverband Suisseporcs gegründet. 1998 wurde zur künstlichen Besamung von Schweinen die Suisag gegründet. Im Jahr 2021 hat die Suisag zusammen mit Suisseporcs den neuen Hauptsitz in Sempach bezogen. Im Jahr 2014 wurde Meinrad Pfister zum Zentralpräsidenten der Suisseporcs gewählt. Er ist auch Verwaltungsratspräsident der Suisag und Vorstandsmitglied des Schweizer Bauernverbandes, wo er die Viehwirtschaft vertritt. Im Juni 2022 hat er seinen Rücktritt per 10. Mai 2023 bekannt gegeben. Seither ist Andreas Bernhard Präsident von Suisseporcs. Zuvor war Bernhard u. a. im Verwaltungsrat der Fenaco (2010–2022) vertreten.

## Schweineproduktion
Die gesetzlichen Grundlagen für eine tiergerechte Schweinehaltung finden sich im Tierschutzgesetz (TSchG), in der Tierschutzverordnung (TSchV) und in der Verordnung des Bundesamtes für Lebensmittelsicherheit und Veterinärwesen über die Haltung von Nutztieren und Haustieren. Darüber hinaus haben das Zentrum für tiergerechte Haltung: Wiederkäuer und Schweine in Tänikon sowie die Agroscope eine Reihe von Fachinformationenherausgegeben, welche wichtige Aspekte der Schweinehaltung für Praktiker verständlich erläutern. Im Kontrollhandbuch sind die gültigen rechtlichen Normen für die Tierhaltenden und Kontrollorgane übersichtlich zusammengefasst (siehe „Weitere Informationen“). Die Sterblichkeit bei Ferkeln bis zum Absetzen liegt bei rund 11 Prozent. Um die Ferkel nach dem Absetzen besser vor Infektionskrankheiten zu schützen, setzten die Produzenten anscheinend des Öfteren auf zuckerhaltige Cola-Getränke oder Essig. Von den inzwischen rund 2,4 Millionen Schweinen, welche hierzulande pro Jahr geschlachtet werden, sind gut die Hälfte nach den Grundanforderungen von IP-Suisse gehalten. 2016 hat IP-Suisse den Einsatz des umstrittenen Präparats Pregnant Mare Serum Gonadotropin (PMSG) verboten.

## Die Schweinerassen in der Schweiz
Zurzeit gibt es in der Schweiz vier einheimische Rassen: Das Edelschwein, die Schweizer Landrasse, der Schweizer Hampshire und der Schweizer Duroc. Wobei Edelschwein und Landrasse am häufigsten vorkommen. Bezüglich der Fleischleistung unterscheiden sich die vier Rassen eher geringfügig.
Das Schweizer Edelschwein stammt von alten Landrassen ab, die mit dem Yorkshire-Schwein gekreuzt wurden. Es hat im Gegensatz zur Schweizer Landrasse Stehohren. Die Schweizer Landrasse mit ihren wird in der Schweizer Schweinemast nach dem Schweizer Edelschwein am zweithäufigsten eingesetzt. Kreuzungen zwischen Landrasse und Edelschwein haben die Bezeichnung Primera. Zu den eher selten vorkommenden Rassen in der Schweiz zählen Duroc, Piétrain, Turopolje oder Wollschweine.

### Schweizer Edelschwein
Das Schweizer Edelschwein ist die in der Schweiz am häufigsten vertretene Schweinerasse. Als besonderes Merkmal besitzen die Edelschweine die typischen Stehohren. Sie gelten als sehr robust, haben eine gut ausgebildete Schulter-, Rücken- und Schinkenpartie und liefern einen hohen Fleischanteil.
Die beiden Mutterlinien „Schweizer Edelschwein“ und „Schweizer Landrasse“ zeichnen sich durch ihre gute Fruchtbarkeit sowie ihr sehr gutes Aufzuchtvermögen aus. Mit einem Anteil von fast 50 % wird der züchterische Fokus auf den Bereich Reproduktion gelegt.

### Schweizer Landrasse
Die Schweizer Landrasse liegt mit einem Anteil von ungefähr 15 Prozent an zweiter Stelle der reinrassigen Schweine. Sie unterscheiden sich von den Edelschweinen durch ihre typischen Hängeohren. Sie verfügen über eine gut entwickelte Rücken-, Schulter und Schinkenpartie und liefern einen hohen Anteil begehrter Fleischstücke.

### Kreuzungstiere
Die zwei Hauptschweinerassen Edelschein und Schweizer Landrasse werden seit Jahren mit den Importrassen Hampshire (schwarz mit weissem Schultergurt) und Duroc (ein braunes oder fuchsrotes Schwein) eingekreuzt. Heute beträgt der Anteil an Kreuzungstieren in der Schweiz mehr als 30 Prozent. Die Nachkommen aus der Kreuzung mit anderen Rassen weisen oft eine verbesserte Vitalität auf.

## Gesundheitsniveau
Schweizer Schweinebestände sind frei von:
- Aujezkysche Krankheit
- Maul- und Klauenseuche (MKS)
- Schweinepest
- Porcines reproduktives und respiratorisches Syndrom (PRRS)
- Mycoplasmen / Enzootische Pneumonie (Abgesehen von einzelnen Reininfektionen pro Jahr)

Die Schweiz ist amtlich anerkannt frei von PRRS. Dies wird regelmässig durch Stichprobenuntersuchungen des Schweinebestandes dokumentiert. Impfstoffe gegen PRRS sind in der Schweiz nicht zugelassen. Die Enzootische Pneumonie (EP) wurde in der Schweiz dank dem Projekt der Flächensanierung getilgt. Die Sanierung fand vor 1996 auf freiwilliger Basis auf SGD-Betrieben statt, danach wurde sie flächendeckend umgesetzt und ist seit 2003 in der Tierseuchengesetzgebung verankert. Bei APP (Aciobacillose) wurden die pathogenen Stämme ebenfalls flächensaniert. Alle SGD Betriebe mit dem Status A sind unverdächtig für Räude und Schnüffelkrankheit. Weit verbreitet ist die Circoimpfung der Ferkel (> 75 % der Ferkel sind geimpft), um die Gesundheit der Tiere zu stabilisieren. Die geimpften Tiere sind vitaler und weniger krankheitsanfällig. Verschiedene Tierseuchen werden staatlich bekämpft oder überwacht. Vollständige Informationen zur Tierseuchenbekämpfung in der Schweiz sowie Meldungen zu relevanten Tierseuchen finden sich auf der Website des BLV.